# Cấu trúc Lewis
Cấu trúc Lewis thể hiện cách những electron hoá trị được sắp xếp trong phân tử.
Quy tắc do Gilbert N. Lewis (1875 - 1946) đưa ra. Một trong những quy tắc quan trọng của cấu trúc Lewis là quy tắc bát tử: Xung quanh một nguyên tử phi kim chu kì 2 có 8 electron xung quanh nó.

## Quy định

Một nguyên tử hydro được viết dưới dạng cấu trúc Lewis

Người ta quy định mỗi electron lớp ngoài cùng của một nguyên tử được kí hiệu bằng một dấu chấm. Hai chấm sẽ tạo thành một cặp electron.
Để đạt được cấu hình bền của khí hiếm, các nguyên tử sẽ cùng chia sẻ electron để tạo thành các liên kết. Một liên kết là một cặp electron. Liên kết được kí hiệu là –
VD: -Khí hydro là H-H | Khí oxi là:Ö=Ö:
Tổng electron của một phân tử là tổng số electron hoá trị của từng nguyên tử trong phân tử

## Quy tắc bát tử

Phân tử H_{2}O

Quy tắc bát tử quy định mỗi nguyên tử trong phân tử có 8 electron bao quanh nó
Quy tắc bát tử có vài ngoại lệ nhất định (Hydro, Beryli, Brom,...)